# Kosmos 772
Kosmos 772 (ryska: Космос-772) var en obemannad testflygning i Sovjetunionens Sojuzprogram. Farkosten sköts upp från Kosmodromen i Bajkonur den 29 september 1975 med en Sojuz-raket. 
Flygningen gjordes för att testa en ny variant av Sojuz kallad Sojuz 7K-S. Farkosten återinträdde i jordens atmosfär och landade i Sovjetunionen, fyra dagar efter uppskjutningen.